# 상트페테르부르크 증권거래소
상트페테르부르크 증권거래소(러시아어: Санкт-Петербургская биржа 산크트페테르부르그스카야 비르자[*], 영어: Saint Petersburg Stock Exchange, 약칭 SPBEX)는 러시아 상트페테르부르크에 위치해 있다. 현재 러시아에서 거래량이 세 번째로 활발한 주가 지수를 가지고 있으며, 모스크바 이외의 거래소에서 가장 규모가 크다.